# 安藤正容
安藤 正容（あんどう まさひろ、1954年9月16日 - ）は、愛知県名古屋市千種区出身の、日本のジャズギタリスト。愛知県立瑞陵高等学校第25回生。1977年明治大学卒業。血液型A型。フュージョングループ・T-SQUAREの初代リーダーで、作曲家・音楽プロデューサーとしても活動している。

## 来歴
実家は名古屋市千種区の覚王山日泰寺近く。（1999年中京テレビで放送されたライブ・インタビューより）
幼少の頃はプラモデルやサッカーに熱中する少年であった。小学生の頃にクラシックギターを手にするが、途中でつのだじろうの漫画などに傾倒してしまい、Fのコードが押さえられるようになったのは中学3年生になってからであった。
人生最初のバンド「NASSI」を組む。「名前がない」という意味。「NASSI」のメンバーであった同級生のベーシスト山本一昭とドラムとで、名古屋に存在したジャズ喫茶「MusicClub COCO」へ通うようになる。この時、「MusicClub COCO」（現在は閉店）、現：「JazzSpot Swing」オーナーであるギタリストの和田直と出会う。和田との出会いは、後のバンド人生へ多大な影響を与える。当時、「MusicClub COCO」で演奏させてもらう傍ら、和田直に師事。ギターや音楽論、奏法などをこの時に学ぶ。大学進学にともない、和田からジャズギタリストの高柳昌行を紹介される。THE SQUAREの3枚目のアルバムである『Make Me A Star』の収録曲、「Mr. Coco's One」は、尊敬する和田直に捧げた曲である。
マイルス・デイヴィスのレコードを聴いてジャズに関心を持ち、大学入学後は明治大学モダンジャズ研究会メランコリー・キャッツで演奏活動する一方、ジャズギタリストの高柳昌行に師事した。
明治大学在学中の1976年11月に安藤と同じくメランコリー・キャッツのメンバーだったドラマーの原田俊一（現：原田俊太郎）、明治大学ビッグサウンズソサエティーオーケストラで活動していたピアニストの袴塚淳、安藤と1973年以来共演してきたベーシストの中村裕二 とフュージョンバンドTHE SQUAREを結成すると、瞬く間に日本のフュージョン・シーンを代表する存在になっていった。
1980年発表のアルバム『Rockoon』から2007年発表の『33』までは表記を安藤まさひろとしていたが、デビュー30周年となる2008年発表のアルバム『Wonderful Days』以降、本名の表記に戻している。
2021年2月1日、同年春にリリースされたアルバム『FLY! FLY! FLY!』の参加およびライブツアー終了を以てT-SQUAREから脱退した。
2022年、T-SQUAREの元メンバーである則竹裕之、須藤満とアカサカトリオを結成。

## 使用ギター（主にエレクトリック・ギター）
- デビュー - 『MAGIC』
  - ギブソン・レスポール・スタンダード[8]
  - シェクター・カスタムショップST[8]
- 『脚線美の誘惑』 - 『Stars and the Moon』
  - Moon Custom ST (EMG SA-SA-81)[8]
- 『R・E・S・O・R・T』 - 『TRUTH』
  - Moon ST-MA238（赤）
  - （アルダーボディ、ローズonメイプルネック、Bartolini 1C-3S-1C HSH、フロイド・ローズトレモロ）
- 『YES, NO.』 - 『WAVE』、『NATURAL』 - 『B.C. A.D. 〜Before Christ & Anno Domini〜』
  - Aircraft AC-5（白）
  - （アルダーボディ、エボニーonメイプルネック、EMG SA-SA-Dimarzio FRED SSH、フロイドローズトレモロ）[8]
  - ヴァレーアーツ・ラリーカールトンモデル
- 『BLUE IN RED』 - 『GRAVITY』、『T-SQUARE』
  - Aircraft AC-5（黒）
  - （アルダーボディ、メイプル指板、ESP PU、Wilkinsonブリッジ）
  - Suhr（ミントグリーン）[9]
  - ギブソン・レスポール・ゴールドトップ (P-90 PU)[10]
- 『GROOVE GLOBE』 - 『33』
  - ポール・リード・スミス Private Stock#502
  - ポール・リード・スミス Custom24
- 『Wonderful Days』 - 『FLY! FLY! FLY!』
  - フェンダー・ストラトキャスター 1961（サンバースト）
  - フェンダー・ストラトキャスター 1960（ホワイト）
  - フェンダー・カスタムショップ・ストラトキャスター マイケル・ランドウ・シグネイチャー1963、同1957
- T-SQUARE脱退後[11]。
  - ポール・リード・スミス Silver Sky（ジョン・メイヤー シグネイチャー）
  - ギブソン・ES-335 1962

アンプは初期がMarshall、伊東たけし前期がメサ・ブギー (Mesa/Boogie)・300TOPとフェンダー・コンサートをそれぞれ2台ずつステレオで使用。『IMPRESSIVE』辺りからCUSTOM AUDIO ELECTRONICS社製の3+プリアンプとVHTのパワーアンプが基本となる。2014年後半からFRACTAL AUDIO SYSTEMS社製Axe-FX（サウンドプロセッサー）にMatrix社製パワーアンプを組み合わせたものに変更し、2020年からはKemper Profiling Amplifierをメインとして使用。また、ANDY'ｓなどソロ活動ではCUSTOM AUDIO ELECTRONICS社製OD-100とコンパクトボード（マイケル・ランドウに影響）、あるいはCarrやMagnatoneなどのブティックアンプも使用する。

## 作品

### ソロ
| タイトル                                            | 発売年 | 注釈                                    |  |
| --------------------------------------------------- | ------ | --------------------------------------- |  |
| MELODY BOOK                                         | 1986   | CBSソニー → ヴィレッジ・レコード        |  |
| Melody go round                                     | 1990   | CBSソニー → ヴィレッジ・レコード        |  |
| ANDY'S                                              | 1996   | ソニー・レコード → ヴィレッジ・レコード |  |
| Water Colors with みくりや裕二                      | 1997   | ヴィレッジ・レコード                    |  |
| 文學道中〜旅ノススメ〜 オリジナル・サウンドトラック | 2005   | ヴィレッジ・エー                        |  |
| WINTER SONGS                                        | 2010   | ヴィレッジ・レコード                    |  |
| 安藤正容GAMEWORKS                                   | 2018   | Orange Lady                             |  |

### T-SQUAREの代表曲（安藤正容〈安藤まさひろ〉作曲のもの）
- TEXAS KID（アルバム『Make Me A Star』に収録）
- TOMORROWS AFFAIR（アルバム『Rockoon』に収録）
- IT'S MAGIC（アルバム『MAGIC』に収録）
- LITTLE MERMAID（アルバム『MAGIC』に収録）
- ハワイへ行きたい（アルバム『脚線美の誘惑』に収録）
- 脚線美の誘惑（アルバム『脚線美の誘惑』に収録）
- 君はハリケーン（アルバム『うち水にRainbow』に収録）
- ALL ABOUT YOU（アルバム『ADVENTURES』に収録）
- DESTINATION（アルバム『Stars and the Moon』に収録）
- OVERNIGHT SENSATION（アルバム『Stars and the Moon』に収録）
- LOVE IS IN MY SIGHT（アルバム『S・P・O・R・T・S』に収録）
- CELEBRATION（アルバム『TRUTH』に収録）
- TRUTH（アルバム『TRUTH』に収録）
- BECAUSE（アルバム『TRUTH』に収録）
- GO FOR IT（アルバム『YES, NO.』に収録）
- YOUR CHRISTMAS（アルバム『WAVE』に収録）
- BIG CITY（アルバム『WAVE』に収録）
- DAISY FIELD（アルバム『NATURAL』に収録）
- ROMANTIC CITY（アルバム『NEW-S』に収録）
- FACES（アルバム『IMPRESSIVE』に収録）
- RISE（アルバム『IMPRESSIVE』に収録）
- 明日への扉（アルバム『HUMAN』に収録）
- PLAY FOR YOU（アルバム『HUMAN』に収録）
- 夜明けのビーナス（アルバム『夏の惑星』に収録）
- COPACABANA（アルバム『夏の惑星』に収録）
- VICTORY（アルバム『B.C. A.D. 〜Before Christ & Anno Domini〜』に収録）
- Moon Over The Castle
レーシングゲーム『グランツーリスモ』のテーマ曲。コンサドーレ札幌ホームゲーム入場曲としても使用されている（ANDY'S名義、1997年 - ）[13]
- KNIGHT'S SONG（アルバム『BLUE IN RED』に収録）
「MOON OVER THE CASTLE」のスクェアバージョン。
- SAILING THE OCEAN（アルバム『GRAVITY』に収録）
- Japanese Soul Brothers （アルバム『GRAVITY』に収録）
- FRIENDSHIP（アルバム『FRIENDSHIP』に収録）
- 風の少年（アルバム『Spirits』に収録）

### ゲーム作品
- 1995年 - アークザラッド
- 1996年 - アークザラッドII
- 1998年 - グランツーリスモ
- 1999年 - グランツーリスモ2
- 2000年 - アークザラッドIII
- 2001年 - グランツーリスモ3 A-spec
- 2004年 - グランツーリスモ4
- 2010年 - グランツーリスモ5
- 2013年 - グランツーリスモ6
- 2018年 - アークザラッド R
- 2022年 - グランツーリスモ7

### CM
- 1991年 - Tonight's the night（アルバム『Melody go round』に収録）ダイハツ・アプローズθCM曲

### 楽曲提供
- バラードで泣かせて - 郷ひろみ 作曲（作詞：売野雅勇/編曲：大村雅朗）
- 雨降り午後 - タモリ 作曲（作詞：タモリ/編曲：久米大作）
- 惑星流し - タモリ 作曲（作詞：タモリ/編曲：久米大作）
- 風のアフロディテ - 畠田理恵 作曲（作詞：田口俊/編曲：中村哲）
- プラス・マイナス・ゼロ - 畠田理恵 作曲（作詞：許瑛子/編曲：椎名和夫）
- マグネティック トワイライト - 畠田理恵 作曲（作詞：森田由美/編曲：椎名和夫）
- Kiss - 早見優 作曲（作詞：有川正沙子/編曲：川上了）
- COOL MAN - 早見優 作曲（作詞：松本一起/編曲：川上了）
- 螢の草原 - 松田聖子 作曲（作詞：松本隆/編曲：武部聡志）

### プロデュース
- 『矩形波倶楽部』 矩形波倶楽部 (1990)